# Сан Пјетро Вал Лемина
Сан Пјетро Вал Лемина (итал. San Pietro Val Lemina) је насеље у Италији у округу Торино, региону Пијемонт.
Према процени из 2011. у насељу је живело 1247 становника. Насеље се налази на надморској висини од 460 м.

## Становништво
Према резултатима пописа становништва 2011. у општини је живело 1.430 становника.
| 1931. | 1936. | 1951. | 1961. | 1971. | 1981. | 1991. | 2001. | 2011. |
| ----- | ----- | ----- | ----- | ----- | ----- | ----- | ----- | ----- |
| 1.069 | 1.038 | 905   | 660   | 806   | 1.123 | 1.310 | 1.477 | 1.430 |